# کشتن گوزن مقدس
کشتن گوزن مقدس (انگلیسی: The Killing of a Sacred Deer) یک فیلم درام به کارگردانی یورگوس لانتیموس محصول سال ۲۰۱۷ است که در بخش مسابقه هفتادمین جشنواره فیلم کن حضور داشت و برنده جایزه مشترک بهترین فیلمنامه شد.

## داستان
استیون مورفی یک جراح قلب ماهر است که سالها پیش به خاطر مصرف الکل پیش از جراحی، موجب مرگ یکی از بیمارانش شده است. استیون که خود را بابت مرگ مرد مقصر میداند سعی می‌کند از پسر نوجوانش، مارتین حمایت کند. استیون مارتین را به عنوان پسر یکی از دوستانش که سالها پیش در اثر تصادف مرده‌است به خانواده‌اش معرفی می‌کند و مارتین یک روز را در کنار خانواده استیون میگذراند. در این دیدار علاقه‌ای میان مارتین و کیم (دختر استیون) شکل می‌گیرد. به جبران محبت استیون، مارتین برای شام او را به خانه خود دعوت می‌کند. در این ملاقات استیون متوجه علاقه مادر مارتین نسبت به خودش می‌شود و به خاطر تعهد به همسرش سعی می‌کند ارتباط خود را با مارتین و مادرش کمتر کند. 
یک روز صبح باب (پسر استیون) از خواب بلند می‌شود و متوجه می‌شود که نمی‌تواند روی پاهایش بایستد. در حالی که از نظر پزشکی هیچ دلیلی برای توضیح این مشکل وجود ندارد. استیون و همسرش آنا سردرگم می‌شوند. مارتین به ملاقات باب می‌آید و به استیون توضیح می دهد که از آنجا که استیون یکی از عزیزان او را کشته است او نیز باید یکی از عزیزان استیون را بکشد تا تعادل برقرار شود. انتخاب این که چه کسی (همسرش یا یکی از فرزندانش) قربانی شود به عهده استیون است اما اگر استیون کسی را قربانی نکند همه افراد خانواده او به ترتیب به همان بیماری مبتلا می‌شوند و میمیرند...

## بازیگران
| بازیگر           | نقش          | توضیح        |
| ---------------- | ------------ | ------------ |
| کالین فارل       | استیون مورفی |              |
| بری کیوگن        | مارتین       |              |
| نیکول کیدمن      | آنا مورفی    | همسر استیون  |
| رافی کسیدی       | کیم مورفی    | دختر استیون  |
| سانی سولجیک      | باب مورفی    | پسر استیون   |
| بیل کمپ          | متیو         | همکار استیون |
| آلیسیا سیلورستون |              | مادر مارتین  |